# Rapsodia Conf
Rapsodia Conf este o companie producătoare de confecții din Botoșani, România.
A fost înființată în anul 1948.
Firma este deținută de omul de afaceri Mihai Tincu.
Compania produce pantaloni și sacouri pentru companii precum Massimo Dutti, Viviene Westwood, Trussardi, Polo Ralph Lauren, Cover, Zegna și Margela.
Număr de angajați:
- 2009: 500 [4]
- 2004: 865 [3]

Cifra de afaceri:
- 2000: 82,6 miliarde lei vechi [5]
- 1999: 57,951 miliarde lei vechi [6]